# Parviz Broumand
Parviz Broumand Sharif (persan : پرویز برومند شریف) (né le 11 septembre 1972 à Téhéran en Iran) est un footballeur international iranien, qui évoluait au poste de gardien de but.

## Biographie

### Carrière en sélection
Avec l'équipe d'Iran, il joue 19 matchs (pour aucun but inscrit) entre 1998 et 2001. 
Il figure dans le groupe des sélectionnés lors de la coupe du monde de 1998.
Il participe également à la coupe d'Asie des nations de 2000, où son équipe atteint les quarts de finale.

### Arrestation
Il a été arrêté au cours des manifestations de 2022 en Iran, puis relâché environ deux semaines plus tard.

## Palmarès
- Finaliste de la Ligue des champions de l'AFC en 1999 avec l'Esteghlal Téhéran
- Champion d'Iran en 2001 avec l'Esteghlal Téhéran
- Vice-champion d'Iran en 1999, 2000, 2002 et 2004 avec l'Esteghlal Téhéran
- Vainqueur de la Coupe d'Iran en 2000 et 2002 avec l'Esteghlal Téhéran
- Finaliste de la Coupe d'Iran en 1999 et 2004 avec l'Esteghlal Téhéran.